# برستوویتسا، استان پلوفدیو
برستوویتسا (به بلغاری: Brestovitsa) یک روستا در بلغارستان است که در استان پلوودیو واقع شده‌است. برستوویتسا ۵۴٫۵۲۶ کیلومتر مربع مساحت و ۳٬۷۱۸ نفر جمعیت دارد و ۲۹۷ متر بالاتر از سطح دریا واقع شده‌است.